# Irene Krauß
Irene Krauß (geboren 1962) ist eine deutsche Volkskundlerin, ehemalige Museumsleiterin und Publizistin.

## Leben und Werdegang
Sie wuchs in Bonn, London und Bern auf und studierte Geschichte, Kunstgeschichte sowie Volkskunde an den Universitäten Bonn und München. Von 1988 bis 1995 war sie wissenschaftliche Mitarbeiterin und zuletzt Leiterin des Museums der Brotkultur in Ulm. Seit 1995 ist sie als Publizistin und Buchautorin freiberuflich tätig und verfasste zahlreiche Werke zur Entstehung und Entwicklung von Backwaren und zur Nahrungsvolkskunde. Krauß lebt mit ihrem Mann und drei Kindern in Bad Säckingen.

## Veröffentlichungen (Auswahl)
- Zeitreise Südbaden. Menschen, Orte und Ereignisse, die Geschichte schrieben. Silberburg-Verlag, Tübingen 2022. ISBN 978-3-8425-2387-6
- Das große Buch der Brezel: Wissenwertes, Alltägliches, Kurioses. Silberburg-Verlag, Tübingen 2017, ISBN 978-3-8425-1492-8.
- Frühlingsbräuche in Baden-Württemberg: Altes und neues Brauchtum von Fastnacht bis Ostern. Staatsanzeiger-Verlag, Stuttgart 2010, ISBN 978-3-929981-86-5.
- Seelen, Brezeln, Hungerbrote: Brotgeschichte(n) aus Baden und Württemberg. Hrsg. vom Museum der Brotkultur in Ulm, Thorbecke, Ostfildern 2007, ISBN 978-3-7995-0222-1; begleitend zur gleichnamigen Ausstellung vom 6. Mai bis 4. November 2007 im Museum der Brotkultur Ulm[3]
- Für Leib & Seele: einfach schwäbisch genießen. Theiss, Stuttgart 2005, ISBN 3-8062-1937-0.
- Gelungen geschlungen. Das große Buch der Brezel. Silberburg-Verlag, Tübingen 2003, ISBN 3-87407-550-8.
- Die im Dunkeln sieht man nicht: Die Darstellung des Hungers in der bildenden Kunst von 1900 bis 1950. Vater und Sohn Eiselen-Stiftung Ulm, Ulm 2000, ISBN 3-00-005422-7; begleitend zur gleichnamigen Ausstellung vom 9. April bis 16. Juli 2000 im Museum der Brotkultur Ulm
- Chronik bildschöner Backwerke. Matthaes, Stuttgart 1999, ISBN 3-87516-292-7.
- Heute back' ich, morgen brau' ich ...: zur Kulturgeschichte von Brot und Bier. Deutsches Brotmuseum, Ulm 1994, ISBN 3-926186-05-4.
- Mit Barbara Kosler: Die Brez’l (die Brez'n). Geschichte & Geschichten. Ed. Infotainment, München 1993, ISBN 3-9804065-0-4.